# Hibike! Euphonium
Hibike! Euphonium (響け!  ユーフォニアム 北宇治高校吹奏楽部へようこそ Hibike! Yūfoniamu: Kitauji Kōkō Suisōgaku-bu e Yōkoso??,  lit. ¡Resuena! Eufonio: Bienvenidos al conjunto de vientos de la escuela secundaria Kitauji) es una novela japonesa escrita por Ayano Takeda e ilustrada por Hami, cuya publicación inició el 5 de diciembre de 2013 por la editorial Takarajimasha.
La historia tiene lugar en Uji, Kyoto; y se centra en el club de música de la Escuela Secundaria Kitauji, el cual comienza a mejorar debido a la llegada de un nuevo asesor.
Una adaptación a manga ilustrado por Hami comenzó su serialización en la web de Kono Manga ga Sugoi! el 28 de noviembre de 2014; mientras que una adaptación a anime producida por Kyoto Animation y dirigida por Tatsuya Ishihara, se emitió en Japón entre abril y julio de 2015; una segunda temporada producida también por Kyoto Animation estuvo en emisión del 6 de octubre al 28 de diciembre de 2016.
Se anunció una tercera temporada centrada en Kumiko en su tercer año de escuela secundaria para 2024, precedida por un OVA teatral en 2023 titulado basado en el arco "Ensemble Contest".

## Argumento
El instituto de Educación Secundaria Kitauji participó una vez en los torneos nacionales y fue campeón, pero cuando el asesor del club cambió no pudieron participar en el torneo eliminatorio. Sin embargo, gracias a la nueva asesora los estudiantes están constantemente mejorando y aumentando su destreza. Mientras compiten por practicar con sus instrumentos y realizar los solos, algunos estudiantes dan prioridad al estudio y abandonan las actividades del club. Finalmente, el deseado día del concurso llega.

## Personajes
Kumiko Oumae (黄前 久美子 Oumae Kumiko?)
Voz por: Tomoyo Kurosawa
Kumiko, una estudiante de primer año de secundaria, es la protagonista de Hibike! Euphonium. Se hace repetido énfasis que ella habla japonés estándar, lo que es raro en su escuela ya que todas hablan otro dialecto. Ella es fácilmente manipulada por las opiniones de sus compañeros y es una persona indecisa. No le agrada su propio carácter debido a que no puede transmitirles sus deseos a los demás. Vive cerca del Templo Byodoin y es amiga de la familia de Shūichi. Su mochila es simple y parece que no tiene interés en las cosas decoradas. Kumiko y Shūichi son amigos de la infancia, y se llevan tan bien que no utilizan el estilo formal a la hora de hablar, salvo en sitios públicos. Le gustan las novelas, las cuales contienen problemas extremos que contrastan con su carácter. Es una persona de interiores y no se lleva bien con las personas deportistas, salvo con Hazuki. Su instrumento es el eufonio (euphonium/bombardino).
Hazuki Katō (加藤 葉月 Katō Hazuki?)
Voz por: Ayaka Asai
Hazuki es una amigable chica que habla inocentemente. Ella es compañera de clase de Kumiko y está bronceada debido a que perteneció al club de tenis cuando ella iba a la secundaria. Es principiante en música. Le gustan las trompetas y las admira, pero al unirse al club musical acabó tocando la tuba, ya que su senpai Asuka logró convencerla. Es una chica brillante, amigable, y empática que da su apoyo a sus amigos.
Sapphire Kawashima (川島 緑輝 Kawashima Safaia?) / Midori (緑?)
Voz por: Moe Toyota
Sapphire es una chica con un pelo suave y una delicada constitución. Es a veces tímida debido a su falta de confianza. Está avergonzada de su propio nombre que es una palabra en inglés "Sapphire", hace que les diga a todos que la llamen "Midori". Es de la escuela primaria llamada Seijo (聖女) la cual tiene un club musical competitivo. Ella toca el contrabajo, al cual lo llama cariñosamente "George". 
Reina Kōsaka (高坂 麗奈 Kōsaka Reina?)
Voz por: Chika Anzai
Reina es una bella trompetista de pelo negro largo. Era miembro del club musical en la misma escuela que Kumiko. Ella es vista como una buena alumna con un buen desempeño académico por los demás. Es una trompetista dedicada y va a la clase de música incluso fuera de las actividades del club. Aunque tiene una disposición formal, no está bien vista por las demás debido a su malhumorada expresión. Toca la trompeta, que fue un regalo de sus padres cuando estaba en la escuela primaria.
Asuka Tanaka (田中 あすか Tanaka Asuka?)
Voz por: Minako Kotobuki
Asuka es una chica de gafas del tercer año y vicepresidenta del club musical. Ella toca un eufonio plateado y es la líder de la sección de bajos. Todos dicen que ella debería haber sido la presidenta en vez de Haruka, por su humor y a la hora de hablar. Es una chica talentosa con el instrumento que toca.
Haruka Ogasawara (小笠原 晴香 Ogasawara Haruka?)
Voz por: Saori Hayami
Haruka es una estudiante de tercer año y presidenta del club musical. Toca el saxofón barítono y dirige la sección de saxophone. Tiene un carácter fuerte.
Kaori Nakaseko (中世古 香織 Nakaseko Kaori?)
Voz por: Minori Chihara
Kaori es una estudiante de tercer año. Es una chica guapa que tiene un pelo negro, denso y corto. Tiene un carácter gentil y es bastante popular en el club musical. Toca la trompeta y dirige la sección de trompetas.
Shūichi Tsukamoto (塚本 秀一 Tsukamoto Shūichi?)
Voz por: Haruki Ishiya
Shūichi es un estudiante de primer año. Es amigo de la infancia de Kumiko, y fueron a la misma escuela primaria. Él y Kumiko no son compañeros en el instituto debido a que acabaron estudiando en diferentes escuelas. Su relación ha empeorado, debido a que Shuichi hizo un comentario malicioso sobre Kumiko cuando estaban en el tercer año de Educación primaria. Originalmente tocaba el corno francés, pero comienza a tocar el trombón después de ganar una partida de piedra-papel-tijeras.  Se da cuenta de los conflictos internos en el club musical, y se los cuenta a Kumiko,el año pasado a entrar ambos a la preparatoria los alumnos de primero discutían con los de tercer año al ser estos unos vagos, y al haber tanta tensión y rencor la mitad de los alumnos de primero abandonaron el club. Por eso no hay tantos alumnos de segundo y es uno de los asuntos tabú de la banda. Shichi está enamorado de Kumiko, pues en varias ocasiones la invita (o más bien la trata de invitar) a los festivales. 
Takuya Gotō (後藤 卓也 Gotō Takuya?)
Voz por: Kenjirō Tsuda
Takuya es un estudiante de segundo año que toca la tuba. Es el novio de Riko Nagase. Antes de entrar a la banda sinfónica practicaba atletismo.
Riko Nagase (長瀬 梨子 Nagase Riko?)
Voz por: Miyuki Kobori
Riko es una estudiante de segundo año. Toca la tuba. Una chica tímida y afable, la novia de Takuya.
Natsuki Nakagawa (中川 夏紀 Nakagawa Natsuki?)
Voz por: Konomi Fujimura
Natsuki es una estudiante de segundo año que toca el eufonio.
Yūko Yoshikawa (吉川 優子 Yoshikawa Yūko?)
Voz por: Yuri Yamaoka
Yūko es una estudiante de segundo año que toca la trompeta. Adora a Kaori.
Aoi Saitō (斎藤 葵 Saitō Aoi?)
Voz por: Yōko Hikasa
Aoi es una amiga de Kumiko, y es dos años mayor. Ellas dos solían jugar juntas, debido a que vivían en el mismo barrio. Ella y Kumiko se separaron en la escuela primaria. Son reunidas en el club musical. Toca el saxofón tenor.
Noboru Taki (滝 昇 Taki Noboru?)
Voz por: Takahiro Sakurai
Noboru es el nuevo profesor de música en el Instituto Kitauji y trabaja como el asesor del club musical. También está a cargo de los estudiantes de segundo año de la clase 5. Es formal y tiene una personalidad metódica. Es muy popular entre las estudiantes. Enfatiza independencia en sus estudiantes y los empuja hasta el final hasta alcanzar su objetivo de llegar a la competición nacional.
Michie Matsumoto (松本 美知恵 Matsumoto Michie?)
Voz por: Aya Hisakawa
Michie es la profesora de Kumiko y es la vice-asesora del club musical. Es conocida por ser una profesora aterradora.
Mamiko Ōmae (黄前 麻美子 Ōmae Mamiko?)
Voz por: Manami Numakura
Mamiko es la hermana mayor de Kumiko. Ella tocaba el trombón pero luego al entrar a la universidad perdió interés en el instrumento y lo vendió.
Akiko Ōmae (黄前 明子 Ōmae Akiko?)
Voz por: Haruhi Nanao
Akiko es la madre de Kumiko y Mamiko.
Azusa Sasaki (佐々木 梓 Sasaki Azusa?)
Voz por: Azusa Tadokoro
Azusa asiste al Instituto Rikka (立華高校 Rikka Kōkō?) y es amiga de Kumiko desde la secundaria.
Mizore Yoroizuka (鎧塚みぞれ Yoroizuka Mizore?)
Mizore es una chica de segundo año que toca el oboe, ella junto a Yuko, Natsuki y Nozomi provienen de la misma escuela secundaria.
Nozomi Kasaki (傘木希美 Kasaki Nozomi?)
Masahiro Hashimoto (橋本真博 Hashimoto Masahiro?)
Satomi Niiyama (新山聡美 Niiyama Satomi?)

## Media

### Novela
Hibike! Euphonium es una novela de 319 páginas escrita por Ayano Takeda, y con arte de Nikki Asada. La editorial Takarajimasha publicó la novela el 5 de diciembre de 2013. Dos secuelas de la novela llamadas Hibike! Euphonium 2 Kitauji Kōkō Suisōgaku-bu no Ichiban Atsui Natsu (響け! ユーフォニアム2　北宇治高校吹奏楽部のいちばん熱い夏, lit. Sound! Euphonium 2 The Hottest Summer of Kitauji High School's Musical Instrument Club) y Hibike! Euphonium 3 Kitauji Kōkō Suisōgaku-bu, Saidai no Kiki (響け! ユーフォニアム3　北宇治高校吹奏楽部、最大の危機, lit. Sound! Euphonium 3 The Greatest Crisis of Kitauji High School's Musical Instrument Club) fueron lanzadas a la venta entre el 5 de marzo y el 4 de abril de 2015.

### Manga
Una adaptación en manga creada por Hami comenzó a serializarse en la web de Kono Manga ga Sugoi! el 28 de noviembre de 2014. El primer volumen tankōbon fue lanzado el 3 de abril de 2015.

### Anime
Una adaptación en forma de anime televisivo, dirigido por Tatsuya Ishihara y producido por Kyoto Animation, diseño de personaje fue realizado Shōko Ikeda, comenzó a emitirse en Japón el 7 de abril de 2015, finalizando el 30 de junio de 2015. La canción del opening es "Dream Solister" por True, y la canción del ending es Tutti! (トゥッティ!?) por Tomoyo Kurosawa, Ayaka Asai, Moe Tomoya y Chika Anzai. Actualmente se encuentran en emisión los especiales, un total de 7 emitidos entre el 17 de junio de 2015 hasta el 16 de diciembre de 2015. Una segunda temporada inició en octubre de 2016, la cual siguió contando la historia desde donde se quedó en la primera. En 2019 se anunció un nuevo proyecto de anime. Se centra en Kumiko como estudiante en su tercer año. En 2022, se anunció que la tercera temporada está programada para estrenarse en 2024. Más tarde se reveló que era una tercera temporada que se estrenará el 7 de abril de 2024 en NHK Educational TV. Crunchyroll obtuvo la licencia de la tercera temporada fuera de Asia.